# Shorttrack-Juniorenweltmeisterschaften 2014
Die Shorttrack-Juniorenweltmeisterschaften 2014 wurden vom 7. bis 9. März 2014 in Erzurum, Türkei ausgetragen.

## Ergebnisse

### Juniorinnen
| Event              | Gold                                                          | Gold          | Silber                                                                    | Silber       | Bronze                                                      | Bronze       |
| ------------------ | ------------------------------------------------------------- | ------------- | ------------------------------------------------------------------------- | ------------ | ----------------------------------------------------------- | ------------ |
| Mehrkampf          | Noh Do-hee                                                    | 89 Punkte     | Ahn Se-jung                                                               | 68 Punkte    | Choi Min-jeong                                              | 68 Punkte    |
| 500 m              | Sofja Proswirnowa                                             | 43,704 s. JWR | Han Yutong                                                                | 43,765 s.    | Ahn Se-jung                                                 | 44,473 s.    |
| 1000 m             | Choi Min-jeong                                                | 1:31,609 min  | Ahn Se-jung                                                               | 1:31,702 min | Noh Do-hee                                                  | 1:31,809 min |
| 1500 m             | Noh Do-hee                                                    | 2:34,498 min  | Choi Min-jeong                                                            | 2:34,669 min | Ahn Se-jung                                                 | 2:34,830 min |
| 1500-m-Superfinale | Noh Do-hee                                                    | 2:52,675 min  | Ahn Se-jung                                                               | 2:52,728 min | Choi Min-jeong                                              | 2:52,835 min |
| 3000-m-Staffel     | Südkorea Ahn Se-jung Noh De-hee Park Jung-hyun Choi Min-jeong | 4:12,848 min  | Kanada Audrey Phaneuf Kim Boutin Joanie Gervais Namasthée Harris-Gauthier | 4:15,114 min | Volksrepublik China Xiao Han Qu Chunyu Guo Yihan Han Yutong | 4:30,895 min |

### Junioren
| Event              | Gold                                                   | Gold         | Silber                                                         | Silber       | Bronze                                              | Bronze       |
| ------------------ | ------------------------------------------------------ | ------------ | -------------------------------------------------------------- | ------------ | --------------------------------------------------- | ------------ |
| Mehrkampf          | Lee Mun-hyeon                                          | 76 Punkte    | Lee Hyo-been                                                   | 71 Punkte    | Sándor Liu Shaolin                                  | 68 Punkte    |
| 500 m              | Sándor Liu Shaolin                                     | 41,925 s.    | Samuel Girard                                                  | 42,051 s.    | Denis Nikischa                                      | 44,844 s.    |
| 1000 m             | Lee Hyo-been                                           | 1:27,294 min | Lee Mun-hyeon                                                  | 1:27,364 min | Sándor Liu Shaolin                                  | 1:27.423 min |
| 1500 m             | Lee Hyo-been                                           | 2:16,139 min | Lee Mun-hyeon                                                  | 2:17,797 min | Ren Ziwei                                           | 2:19,946 min |
| 1500-m-Superfinale | Lee Mun-hyeon                                          | 2:21,654 min | Samuel Girard                                                  | 2:21,706 min | Sándor Liu Shaolin                                  | 2:21,829 min |
| 3000-m-Staffel     | Volksrepublik China Xu Fu Chen Guang Ren Ziwei Sui Xin | 4:04,012 min | Ungarn Csaba Burján Sándor Liu Shaolin Alex Varnyú Shaoang Liu | 4:04,090 min | Japan Kei Saito Dan Iwasa Ryu Watanabe Kota Kikuchi | 4:06,378 min |